# Haoues Bey Lagoun
Haoues Bey Lagoun, né le 17 février 1909 à Randon et mort le 21 mai 1989 à Fontenay-lès-Briis, est un homme politique français.

## Mandats
- Député de Constantine (1946)[1].